# Simulium minusculum
Simulium minusculum är en tvåvingeart som beskrevs av Lutz 1910. Simulium minusculum ingår i släktet Simulium och familjen knott. Inga underarter finns listade i Catalogue of Life.